# Rémy Dor
Rémy Dor, né en 1946, est un linguiste, ethnologue et écrivain français, spécialiste du monde turk.

## Biographie
Rémy Dor, après un passage par la Faculté de droit de Paris (1964-1966), est élève de l'École des langues orientales (diplômes de turc en 1969 et de pachto en 1970), enseignant à l’Université de Kaboul (1971-1973) puis étudiant à la Sorbonne (Paris IV) en ethnographie (doctorat de 3e cycle en 1975) et à l'École pratique des hautes études (diplôme de philologie et histoire turques, 1975), puis à l'Université Clermont-Ferrand II (russe, 1979). En 1980 il soutient à Paris-III un doctorat d'État en linguistique. et passe ensuite le diplôme de  l'Institut des hautes études de défense nationale (1992).
Il est ensuite professeur des universités à l’INALCO et chercheur à l’EHESS. Il termine sa carrière d'enseignant comme professeur de classe exceptionnelle en 2012.

## Distinctions
- Officier des Palmes académiques (2004)
- Commandeur de l’ordre Dangk [Honneur et Gloire] (Kirghizstan) (2003)